# Умаров, Улугбек Юнусович
Улугбек Юнусович Умаров (узб. Ulugbek Yunusovich Umarov; род. 15 декабря 1958 года, Фергана, Узбекская ССР, СССР) — узбекский машинист экскаватора, новатор производства. В 1999 году удостоен звания Герой Узбекистана.

## Биография
Улугбек в 2004 году окончил Кокандский дорожный техникум. Трудовую деятельность начал в 1980 году машинистом экскаватора в строительно-монтажном управлении Ферганского ирригационного строительного треста. Работал экскаваторщиком в Ферганском управлении путей сообщения, с 2001 года слесарем того же управления. Он принимал активное участие в важных проектах по строительству дорог в стране, добился высокой производительности труда и обучил многих учеников машинистов экскаватора.
25 августа 1999 года президент Узбекистана Ислам Каримов наградил Улугбека Умарова званием «Узбекистон Кахрамони» (Герой Узбекистана).